# Liste der Baudenkmale in Nauen
In der Liste der Baudenkmale in Nauen sind alle denkmalgeschützten Bauten der brandenburgischen Stadt Nauen und ihrer Ortsteile dargestellt. Grundlage ist die Veröffentlichung der Landesdenkmalliste mit dem Stand vom 31. Dezember 2021.

## Legende
In den Spalten befinden sich folgende Informationen:
- ID-Nr.: Die Nummer wird vom Brandenburgischen Landesamt für Denkmalpflege vergeben. Ein Link hinter der Nummer führt zum Eintrag über das Denkmal in der Denkmaldatenbank. In dieser Spalte kann sich zusätzlich das Wort Wikidata befinden, der entsprechende Link führt zu Angaben zu diesem Denkmal bei Wikidata.
- Lage: die Adresse des Denkmales und die geographischen Koordinaten. Link zu einem Kartenansichtstool, um Koordinaten zu setzen. In der Kartenansicht sind Denkmale ohne Koordinaten mit einem roten beziehungsweise orangen Marker dargestellt und können in der Karte gesetzt werden. Denkmale ohne Bild sind mit einem blauen bzw. roten Marker gekennzeichnet, Denkmale mit Bild mit einem grünen beziehungsweise orangen Marker.
- Bezeichnung: Bezeichnung in den offiziellen Listen des Brandenburgischen Landesamtes für Denkmalpflege. Ein Link hinter der Bezeichnung führt zum Wikipedia-Artikel über das Denkmal.
- Beschreibung: die Beschreibung des Denkmales
- Bild: ein Bild des Denkmales und gegebenenfalls einen Link zu weiteren Fotos des Baudenkmals im Medienarchiv Wikimedia Commons

## Durch Satzung geschützter Denkmalbereich
| ID-Nr.   | Lage   | Bezeichnung      | Beschreibung | Bild             |
| -------- | ------ | ---------------- | --- | ---------------- |
| 09150450 | (Lage) | Nauener Altstadt | Der Denkmalbereich umfasst die Nauener Altstadt „begrenzt durch die Parkstraße und Gartenstraße im Norden, die Gartenstraße im Osten, die Hamburger Straße, Berliner Straße und Gartenstraße im Süden und den Scheunenweg im Westen“. Unter Schutz stehen der historische Siedlungsgrundriss, das Erscheinungsbild, die Maßstäblichkeit und stadträumliche Bezüge, die Gestaltung der vorhandenen baulichen Anlagen und der Straßen und Wege mit Befestigungen und Bepflanzungen. | Nauener Altstadt |

## Denkmalliste nach Orten im Stadtgebiet

### Berge
| ID-Nr.                           | Lage                      | Bezeichnung                  | Beschreibung | Bild                         |
| -------------------------------- | ------------------------- | ---------------------------- | --- | ---------------------------- |
| 09150731                         | (Lage)                    | Transformatorenstation Berge | Das Transformatorenhäuschen (Ziegelbau mit Satteldach) steht auf freiem Feld nordwestlich von Berge in der Nähe der Straße nach Paulinenaue. Es entstand zwischen 1930 und 1940. | Transformatorenstation Berge |
| 09150020                         | (Lage)                    | Dorfkirche                   | Die evangelische Kirche wurde 1744 erbaut, der Turm kam 1776 hinzu. Es ist ein verputzter Saalbau, der Westturm ist eingezogen und hat einen quadratischen Grundriss. Im Inneren ein Kanzelaltar aus dem Jahr 1685. Das Orgelprospekt wurde 1815 im barocken Stil erstellt.                                                                                | weitere Bilder               |
| 09150542                         | Am Gutshof 1, 6 (Lage)    | Einfamilienhäuser            | Bei den Einfamilienhäusern am Gutshof 1 und 6 handelt es sich um zwischen 1971 und 1973 nach Plänen vom VEB Holzbau Mittweida gefertigte, eingeschossige Fertigbauten vom Typ Syba-Plastfertighaus L 112. | weitere Bilder               |
| 09150519                         | Hamburger Allee 79 (Lage) | Wohnhaus mit Stallgebäude    | Die Hofanlage bestehend aus Wohnhaus und rückwärtigem Stallgebäude steht auf der südlichen Seite der B5, nahe des östlichen Ortsausgangs. Das Wohngebäude, ein mit Satteldach bedeckter, traufständig zur Straße stehender, eingeschossiger Fachwerkbau mit Lehmstaken- und Ziegelausfachung, wurde wohl im ersten Drittel des 19. Jahrhunderts errichtet. | Wohnhaus mit Stallgebäude    |
| 09150981 Teilobjekt zu: 09150519 | Hamburger Allee 79 (Lage) | Stall                        | Das Stallgebäude wurde wohl ebenfalls im ersten Drittel des 19. Jahrhunderts errichtet. Der mit einem Satteldach bedeckte Fachwerkbau mit Lehmstakenausfachung ist teils massiv ausgeführt. | BW                           |

### Bergerdamm
| ID-Nr.   | Lage   | Bezeichnung                                   | Beschreibung | Bild                                          |
| -------- | ------ | --------------------------------------------- | --- | --------------------------------------------- |
| 09150732 | (Lage) | Transformatoren- und Umspannstation Dreibrück | Das Gebäude ist auf die Zeit zwischen 1918 und 1922 datiert. Die Station liegt am südlichen Ortsrand des ansonsten zur Gemeinde Fehrbellin gehörenden Ortes Dreibrück noch auf dem Gebiet der Stadt Nauen. | Transformatoren- und Umspannstation Dreibrück |

### Börnicke
| ID-Nr.                           | Lage                         | Bezeichnung                                            | Beschreibung | Bild                                        |
| -------------------------------- | ---------------------------- | ------------------------------------------------------ | --- | ------------------------------------------- |
| 09150733                         | Wirtschaftsdamm 22/24 (Lage) | Transformatorenstation Ebereschenhof                   | Ein mit einem Satteldach versehener Ziegelbau, der auf 1930/1940 datiert ist. Die Trafostation steht zwischen Wirtschaftsdamm 22 und 24.                                    | Transformatorenstation Ebereschenhof        |
| 09150022                         | (Lage)                       | Dorfkirche                                             | Die evangelische Dorfkirche Börnicke wurde im 15. Jahrhundert erbaut. Im Inneren befindet sich ein Altaraufsatz aus der Zeit um 1600. Die Predella zeigt die Taufe Christi. | weitere Bilder                              |
| 09150439                         | Wirtschaftsdamm 24 (Lage)    | Ebereschenhof mit Molkerei und Stallgebäude            | Ziegelbau mit Satteldach und Krüppelwalmdach. Datiert auf ca. 1930. | Ebereschenhof mit Molkerei und Stallgebäude |
| 09150024                         | (Lage)                       | Ehrenmal für die Opfer des Faschismus (OdF)            | Das Ehrenmal befindet sich am nördlichen Ortsausgang von Börnicke (Richtung Tietzow).                                                                                       | Ehrenmal für die Opfer des Faschismus (OdF) |
| 09150023                         | Mitteldorf 6 (Lage)          | Vierseitgehöft mit Wohnhaus, zwei Ställen und Scheune. | Datiert auf 1870/1980. | weitere Bilder                              |
| 09150742 Teilobjekt zu: 09150023 | Mitteldorf 6 (Lage)          | Hofgebäude                                             | Rechts vom Wohnhaus liegend, schließt das Hofgelände westlich ab. | BW                                          |
| 09150743 Teilobjekt zu: 09150023 | Mitteldorf 6 (Lage)          | Hofgebäude                                             | Links vom Wohnhaus liegend, schließt das Hofgelände östlich ab. | BW                                          |
| 09150744 Teilobjekt zu: 09150023 | Mitteldorf 6 (Lage)          | Scheune                                                | Schließt den Vierseithof rückwärtig ab. | BW                                          |

### Gohlitz
| ID-Nr.                           | Lage                     | Bezeichnung | Beschreibung | Bild           |
| -------------------------------- | ------------------------ | ----------- | --- | -------------- |
| 09150378 Wikidata                | Nauener Straße 21 (Lage) | Dorfkirche  | In der Barockzeit erneuerte Saalkirche; im Kern spätgotischer Saal aus Mauerwerk mit querrechteckigem Westturm. Im Jahr 1810 erfolgte eine Vergrößerung der Kirche, wobei das Schiff nach Osten verlängert und gerade geschlossen wurde. Im Innern Orgel des Johann Wilhelm Grüneberg von 1773, die gesondert unter Denkmalschutz steht. | weitere Bilder |
| 09150629 Teilobjekt zu: 09150378 | Nauener Straße 21 (Lage) | Orgel       | Die Orgel der Dorfkirche Gohlitz wurde im Jahr 1773 von Johann Wilhelm Grüneberg gefertigt. | Orgel          |

### Groß Behnitz
| ID-Nr.   | Lage                                                             | Bezeichnung | Beschreibung | Bild |
| -------- | ---------------------------------------------------------------- | --- | --- | --- |
| 09150446 | (Lage)                                                           | Dorfkirche mit Familienbegräbnis der Familie von Borsig | Die südlich der Dorfstraße gelegene Kirche ist im Ursprung eine barocke Kirche, die 1922/1923 im Auftrag der Familie Borsig erheblich umgebaut wurde. Bei diesem Umbau wurden unter anderem eine Patronatsloge und eine Sakristei angebaut. Mit dem Umbau wurde auch die Innenausstattung erneuert. Hinzu kam auch die ebenfalls denkmalgeschützte Erbbegräbnisstätte der Familie Borsig. Auf dem Kirchhof befinden sich sechs Grabplatten aus der zweiten Hälfte des 18. Jahrhunderts. | weitere Bilder                                                                                          |
| 09150095 | Am Bahnhof 1 (Lage)                                              | Bahnhof, bestehend aus Empfangsgebäude, Güterschuppen, Toilettenhaus, Wasserturm und Streckenwärterhaus | An der Bahnstrecke Berlin–Lehrte gelegener Bahnhof, der heute nicht mehr bedient wird. Das Empfangsgebäude aus roten Ziegeln wurde um 1870 errichtet. | Bahnhof, bestehend aus Empfangsgebäude, Güterschuppen, Toilettenhaus, Wasserturm und Streckenwärterhaus |
| 09150094 | Behnitzer Dorfstraße (Lage)                                      | Gutspark, am Groß Behnitzer See | Am Groß Behnitzer See gelegener Gutspark, der um 1800 auf Veranlassung von Gutsherr Peter Alexander von Itzenplitz angelegt wurde. | Gutspark, am Groß Behnitzer See                                                                         |
| 09150086 | Behnitzer Dorfstraße (Lage)                                      | Tor der Gutsanlage mit Trophäen des Oranienburger Tors in Berlin (bei Behnitzer Dorfstraße 33) | 1871 bis 1872 errichtete, an der Behnitzer Dorfstraße befindliche Toranlage der Gutsanlage, die von zwei Sandstein-Trophäen des ehemaligen Oranienburger Tores in Berlin geschmückt wird. Diese rette Albert Borsig, als das Tor im Jahr 1867 abgebrochen wurde und ließ sie nach Groß Behnitz bringen. | Tor der Gutsanlage mit Trophäen des Oranienburger Tors in Berlin (bei Behnitzer Dorfstraße 33)          |
| 09150097 | Behnitzer Dorfstraße 19, 21, 23, 23 a, 25, 29, 31, 37, 39 (Lage) | Gutsanlage „Landgut Borsig“ mit Verwalterhaus (Turmhaus 1) und Rinderstall, Kutscherpferdestall und Remise (Turmhaus 2), Gästehaus (Logierhaus) mit Substruktion der Pergola, Brennerei mit Dampfmaschinenhaus und Schornstein, Kornspeicher, Geflügelhaus und Ackerpferdestall, Scheune, Remise sowie Torhaus mit Schmiede und Werkstatt, Schmiedewohnhaus sowie Einfriedungsmauer | Erstmals wurde an dieser Stelle durch Gutsherr Peter Alexander von Itzenplitz um 1800 ein nicht mehr erhaltenes Herrenhaus erbaut und ein Gutspark angelegt. 1866 kaufte der Unternehmer Albert Borsig, Sohn des Gründers der Borsig-Werke August Borsig, die Gutsanlage und ließ in diesem und dem darauffolgenden Jahrzehnt das Gut erheblich ausbauen und zu einem Mustergut entwickeln. In diese Zeit datieren das Inspektorenhaus, ein Logierhaus, eine Brennerei sowie diverse Wirtschaftsgebäude – bis auf das weiß verputzte Logierhaus – im Stile der Schinkel-Schule, mit roten Ziegeln verblendet und mit Terrakotta verziert. Ab 1919 erfolgte der Bau einer Schmiede und weiterer Wirtschaftsgebäude nach Plänen des Architekten Eugen Schmohl. Bekanntheit erlangte das Gut durch mehrere Tagungen des Kreisauer Kreises, die dort abgehalten wurden. Seit 2000 wurde die Anlage um mehrere Bauten ergänzt und beherbergt ein Tagungshotel mit den Namen Landgut Stober. | weitere Bilder                                                                                          |
| 09150098 | Behnitzer Dorfstraße 30 (Lage)                                   | Wohnhaus | Eingeschossiges Fachwerkgebäude mit Krüppelwalmdach, das traufständig zur Dorfstraße steht. | Wohnhaus                                                                                                |
| 09151003 | Behnitzer Dorfstraße 41 (Lage)                                   | Stallgebäude | Südwestlich der Gutsanlagen gelegenes, anderthalbgeschossiges Stallgebäude. Das Fachwerkgebäude mit Lehmstakenausfachung datiert auf den Zeitraum 1840/1850. | Stallgebäude                                                                                            |
| 09150096 | Behnitzer Dorfstraße 101 (Lage)                                  | Wohnhaus (Fischerhaus) | Ehemals am Behnitzer See gelegenes Fischerhaus. Durch Verlandung ist der See heute zweigeteilt (Groß Behnitzer See und Klein Behnitzer See). Das Fischerhaus, das heute als ein Wohnplatz der Stadt Nauen ausgewiesen ist, liegt inzwischen rund 180 Meter südlich des Ufers. | Wohnhaus (Fischerhaus)                                                                                  |
| 09150093 | Zum Sandkrug 12 (Lage)                                           | Pferdewechselstation „Sandkrug“ | Ehemalige Pferdewechselstation und Gastwirtschaft Sandkrug, die Ende des 18. Jahrhunderts gegründet wurde. Der Ausschank wurde Ende des 19. Jahrhunderts eingestellt und das Gebäude als Försterei genutzt. Heute dient es zu Wohnzwecken. | Pferdewechselstation „Sandkrug“                                                                         |

### Kienberg
| ID-Nr.                           | Lage                    | Bezeichnung                             | Beschreibung | Bild               |
| -------------------------------- | ----------------------- | --------------------------------------- | ------------ | ------------------ |
| 09150541                         | Am Gutshaus 2, 3 (Lage) | Pächterwohnhaus und Kuhstall der Domäne |              | BW                 |
| 09150996 Teilobjekt zu: 09150541 | Am Gutshaus 2, 3 ()     | Kuhstall                                |              | ein Bild hochladen |

### Klein Behnitz
| ID-Nr.            | Lage                    | Bezeichnung                                              | Beschreibung | Bild                                                     |
| ----------------- | ----------------------- | -------------------------------------------------------- | --- | -------------------------------------------------------- |
| 09150137 Wikidata | Riewender Straße (Lage) | Dorfkirche und Grabplatten an der Westseite der Kirche   | Die evangelische Kirche ist ein quadratischer Bau aus Fachwerk. Auf dem Zeltdach befindet sich ein Dachturm, dieser ist verbrettert. Die Kirche wurde um 1779 erbaut, von 1983 bis 1984 wurde die Kirche renoviert. Im Inneren befindet sich zwei Grabplatten für Joachim von Bardeleben und dessen Ehefrau Hippolyta. | weitere Bilder                                           |
| 09150139          | (Lage)                  | Pyramideneichen-Allee, an der Straße nach Groß Behnitz   | | weitere Bilder                                           |
| 09150449          | (Lage)                  | Ziegelpflasterstraße, zwischen Klein Behnitz und Riewend | | Ziegelpflasterstraße, zwischen Klein Behnitz und Riewend |
| 09150138          | Friedrichshof 1 (Lage)  | Revierförsterei mit Stall und Stallscheune               | | Revierförsterei mit Stall und Stallscheune               |

### Lietzow
| ID-Nr.   | Lage                         | Bezeichnung        | Beschreibung | Bild           |
| -------- | ---------------------------- | ------------------ | --- | -------------- |
| 09150148 | (Lage)                       | Dorfkirche         | Die evangelische Kirche wurde 1862 bis 1865 erbaut. Es ist ein neugotischer Bau aus gelben Ziegeln, der Turm ist eingezogen. Von 1997 bis 2009 wurde die Kirche renoviert. Die Ausstattung im Inneren stammt aus der Bauzeit. | weitere Bilder |
| 09150474 | Hamburger Chaussee 22 (Lage) | Domänenpächterhaus | Das traufständige Domänenpächterhaus mit einem auffällig hohen Mansardwalmdach wurde in den 1920er Jahren auf Veranlassung des damaligen Domänenpächters Max Voigt südlich der Hamburger Chaussee erbaut. Nach jahrelangem Leerstand erfolgte bis 2024 die denkmalgerechte Sanierung, Umbau und Einrichtung eines Beherbergungsbetriebs. | weitere Bilder |

### Markau
| ID-Nr.                           | Lage   | Bezeichnung | Beschreibung | Bild           |
| -------------------------------- | ------ | ----------- | --- | -------------- |
| 09150149                         | (Lage) | Dorfkirche  | Die evangelische Dorfkirche wurde im Jahre 1712 fertiggestellt. Die Ausstattung wurde aufwendig in den Jahren 1758 bis 1763 erstellt. | weitere Bilder |
| 09150837 Teilobjekt zu: 09150149 | (Lage) | Taufengel   | | BW             |

### Markee
| ID-Nr.                           | Lage                      | Bezeichnung | Beschreibung | Bild           |
| -------------------------------- | ------------------------- | ----------- | --- | -------------- |
| 09150150                         | Alte Schulstraße 2 (Lage) | Dorfkirche  | Die evangelische Dorfkirche wurde im Jahre 1697 errichtet. Der Dachturm kam im Jahre 1747 hinzu. An der Westfront befindet sich eine Grabkapelle aus dem Jahre 1937. Im Inneren befindet sich ein Kanzelaltar aus der Zeit um 1700. | weitere Bilder |
| 09150838 Teilobjekt zu: 09150150 | Alte Schulstraße 2 (Lage) | Taufengel   | Etwa 1,80 m großer Taufengel vom Anfang des 18. Jahrhunderts mit einer Messingschale aus der Zeit um 1900. | Taufengel      |
| 09150641 Teilobjekt zu: 09150150 | Alte Schulstraße 2 (Lage) | Orgel       | Von Wilhelm Heerwagen im Jahr 1868 geschaffene Orgel mit zehn Registern auf einem Manual. | Orgel          |

### Nauen
| ID-Nr.                           | Lage                                    | Bezeichnung | Beschreibung | Bild |
| -------------------------------- | --------------------------------------- | --- | --- | --- |
| 09150164                         | B 273 (ehemalige B 5) (Lage)            | Postsäule | Die Postsäule steht am südöstlichen Ortseingang an der Bundesstraße 273 (ehemals B 5, innerorts: Berliner Straße). Auf ihr befindet sich die Angabe 40 Kilometer von BERLIN. | weitere Bilder                                                                                            |
| 09150516                         | Baderstraße 10 (Lage)                   | Wohnhaus „Protzsches Haus“ | Das zweigeschossige, verputzte Haus wird in die zweite Hälfte des 18. Jahrhunderts datiert. | Wohnhaus „Protzsches Haus“                                                                                |
| 09150165                         | Baderstraße 14 (Lage)                   | Wohnhaus | Das zweigeschossige, verputzte Haus wurde um 1800 errichtet. Umbauten erfolgten in den 1840er/1850er Jahren. | Wohnhaus                                                                                                  |
| 09150166                         | Bergstraße 8 (Lage)                     | Wohnhaus | Das zweigeschossige Fachwerkgebäude mit einer schlichten, verputzten Fassade wird in das 18. Jahrhundert datiert. | Wohnhaus                                                                                                  |
| 09150167                         | Bergstraße 12 (Lage)                    | Wohnhaus | Das zweigeschossige Gebäude mit sichtbarem Fachwerk wird in das 18. Jahrhundert datiert. | Wohnhaus                                                                                                  |
| 09150168                         | Bergstraße 15 (Lage)                    | Wohnhaus | Das zweigeschossige Gebäude mit sichtbarem Fachwerk wird in das 18. Jahrhundert datiert. | Wohnhaus                                                                                                  |
| 09150170                         | Bergstraße 16 (Lage)                    | Wohnhaus mit Nebengebäude | Das zweigeschossige Gebäude mit sichtbarem Fachwerk wird in das 18. Jahrhundert datiert. | Wohnhaus mit Nebengebäude                                                                                 |
| 09150171                         | Berliner Straße 2 (Lage)                | Wohnhaus | | Wohnhaus                                                                                                  |
| 09150172                         | Berliner Straße 12 (Lage)               | Wohnhaus | | Wohnhaus                                                                                                  |
| 09150173                         | Berliner Straße 14 (Lage)               | Wohnhaus | | Wohnhaus                                                                                                  |
| 09150174                         | Berliner Straße 16 (Lage)               | Alte Knaben-Elementarschule (heute Grundschule am Lindenplatz)                                                                   | Das zweigeschossige Schulgebäude mit Klinkerfassade wurde 1858 errichtet und beherbergte die Knaben-Elementarschule, heute die Grundschule am Lindenplatz. Unter Denkmalschutz steht auch die im selben Jahr errichtete Turnhalle der Schule. | Alte Knaben-Elementarschule (heute Grundschule am Lindenplatz)                                            |
| 09150176                         | Berliner Straße 29 (Lage)               | Knaben-Elementarschule | Beherbergt heute die Regenbogenschule Nauen, eine sonderpädagogische Förderschule. | Knaben-Elementarschule                                                                                    |
| 09150179                         | Berliner Straße 111, 113, 115 (Lage)    | Direktionsgebäude, Angestelltenwohnhaus und Bahnhofsdienstgebäude der Osthavelländischen Kreisbahn (OHKB)                        | Das Denkmal umfasst Gebäude der Osthavelländischen Kreisbahnen, die bis zur endgültigen Einstellung des Betriebs im Jahr 1964 die Linie Nauen-Ketzin mit Haltepunkt an der Berliner Straße betrieben. Ein ehemaliges Bahnhofsgebäude wurde um 1893 errichtet. Ein Angestelltenwohnhaus und das Direktionsgebäude entstanden 1935 bzw. 1936. | weitere Bilder                                                                                            |
| 09150180                         | Brandenburger Straße 2 (Lage)           | Wohnhaus (Müllerhaus) | | Wohnhaus (Müllerhaus)                                                                                     |
| 09150526                         | Brieselanger Straße 5 (Lage)            | Stadtförsterei Nauen, bestehend aus Forsthaus, Wirtschaftsgebäude und Stallscheune                                               | Im Nauener Stadtforst an der Verbindungsstraße zwischen Nauen-Am Weinberg und Brieselang etwa auf halber Strecke zwischen beiden Ortschaften gelegen. Forsthaus Eingeschossiger, 1904 erbauter Ziegel-Kalksteinbau mit Krüppelwalmdach. Das Fachwerk ist nicht bausubstanzbestimmend. Vielmehr hat es zierenden Charakter. Wirtschaftsgebäude Eineinhalbgeschossiges Ziegel-Fachwerk-Lehm-Gebäude mit Satteldach. Datiert auf 1850/1900 (Umbau 1904). Stallscheune Zweigeschossig, Ziegelbau mit Satteldach. Erbaut vor dem Forsthaus (exaktes Jahr unbekannt). Ein Umbau erfolgte ebenfalls 1904. | weitere Bilder                                                                                            |
| 09150181                         | Dammstraße 7 (Lage)                     | Katholische Mädchenschule | Das zweigeschossige Ziegelgebäude wurde 1852 als katholische Mädchenschule errichtet. Später beherbergte das Gebäude auch die Stadtbibliothek Nauen. | Katholische Mädchenschule                                                                                 |
| 09150183                         | Dammstraße 21 (Lage)                    | Speicher- und Verwaltungsgebäude (Geschäftsstelle der Hauptgenossenschaft Kurmark)                                               | Der Gebäudekomplex wurde 1937 als Speicher und Verwaltungsgebäude der Konsumgenossenschaft Hauptgenossenschaft Kurmark errichtet. | Speicher- und Verwaltungsgebäude (Geschäftsstelle der Hauptgenossenschaft Kurmark)                        |
| 09150184                         | Dammstraße 41 (Lage)                    | Portalrest des Hospitals St. Georg                                                                                               | | Portalrest des Hospitals St. Georg                                                                        |
| 09150521                         | Dammstraße 42 (Lage)                    | Postamt | | Postamt                                                                                                   |
| 09150185                         | Dammstraße 45 (Lage)                    | Wohn- und Geschäftshaus | | Wohn- und Geschäftshaus                                                                                   |
| 09150188                         | Gartenstraße 45 (Lage)                  | Wohn- und Geschäftshaus | | Wohn- und Geschäftshaus                                                                                   |
| 09150189 Wikidata                | Gartenstraße 71 (Lage)                  | Katholische Kirche St. Peter und Paul mit Pfarrhaus und Mauer                                                                    | Die katholische Kirche wurde 1905 bis 1906 als neuromanische, kreuzförmige Basilika von J. Welz aus Backstein erbaut. In der Apsis befinden sich Gewandfiguren von Maria und Josef aus Südtirol. Die Gewandfiguren stammen aus der Zeit um 1740. | weitere Bilder                                                                                            |
| 09150850 Teilobjekt zu: 09150189 | Gartenstraße 71 (Lage)                  | Orgel | Die Orgel der Stadtkirche St. Peter und Paul wurde 1896 von der Firma Schlag aus Schweidnitz in Niederschlesien gebaut. | Orgel |
| 09150645 Teilobjekt zu: 09150189 | Gartenstraße 71 (Lage)                  | Pfarrhaus | 1907 errichtetes, zweistöckiges Ziegelgebäude, auf dem östlichen Teil des Grundstücks der Stadtkirche St. Peter und Paul. | weitere Bilder                                                                                            |
| 09150190                         | Gebhard-Eckler-Straße 3 (Lage)          | Wohnhaus | | Wohnhaus                                                                                                  |
| 09150192                         | Gebhard-Eckler-Straße 8 (Lage)          | Wohnhaus | | Wohnhaus                                                                                                  |
| 09150202                         | Goethestraße (Lage)                     | Wasserturm | Der rund 40 Meter hohe Wasserturm entstand im Jahr 1898 und diente der Stadt zur Wasserversorgung. Er wurde von 2004 bis 2005 saniert und dient nun als Wohnraum. | weitere Bilder                                                                                            |
| 09150580                         | Goethestraße 35 (Lage)                  | Ackerbürgergehöft mit Wohnhaus und Seitengebäude                                                                                 | Zweigeschossiges Gebäude mit sichtbarem Fachwerk, das um 1700 errichtet wurde. Umbauten erfolgten 1879 und 1900. | Ackerbürgergehöft mit Wohnhaus und Seitengebäude                                                          |
| 09150429                         | Goethestraße 38, 38a (Lage)             | Wohnhaus mit Hofgebäuden | Das straßenseitige, zweistöckige Gebäude mit sichtbarem Fachwerk wurde um 1750 errichtet und Ende des 19. Jahrhunderts umgebaut. Unter Denkmalschutz stehen auch die im Hof befindlichen, um 1800 in Fachwerkbauweise errichteten Nebengebäude. | Wohnhaus mit Hofgebäuden                                                                                  |
| 09150195                         | Goethestraße 39 (Lage)                  | Wohnhaus | Das schmale, zweigeschossige Gebäude mit sichtbarem Fachwerk wird in das 18. Jahrhundert datiert. | Wohnhaus                                                                                                  |
| 09150491                         | Goethestraße 41 (Lage)                  | Wohnhaus | Das schmale, zweigeschossige Fachwerkgebäude wurde um 1695 errichtet und mehrmals umgebaut. | weitere Bilder                                                                                            |
| 09150196                         | Goethestraße 46 (Lage)                  | Wohnhaus | Das zweigeschossige Gebäude mit sichtbarem Fachwerk wird in das 18. Jahrhundert datiert und diente ursprünglich als Schulgebäude. | Wohnhaus                                                                                                  |
| 09150197                         | Goethestraße 50 (Lage)                  | Wohn- und Geschäftshaus | Gründerzeitvilla erbaut 1878; Von 1991 befanden sich in Räumen der Goethestraße 50 die Geschäfts-, die Umsatzsteuervoranmelde-, die Veranlagungs- und die Arbeitnehmerstelle des Finanzamtes. 2002 übergang in Privatbesitz und Umbau in Wohngebäude. | Wohn- und Geschäftshaus                                                                                   |
| 09150198                         | Goethestraße 52 (Lage)                  | Kerkowscher Gewerbehof, bestehend aus Wohnhaus (Fassade, Durchfahrt), Kelleranlage und zwei Nebengebäuden                        | Das straßenseitige Fachwerkgebäude mit Durchfahrt wird in das 18. Jahrhundert datiert. Unter Denkmalschutz stehen auch zwei in das Jahr 1847 datierte Hofgebäude. | Kerkowscher Gewerbehof, bestehend aus Wohnhaus (Fassade, Durchfahrt), Kelleranlage und zwei Nebengebäuden |
| 09150199                         | Goethestraße 53 (Lage)                  | Wohnhaus mit Nebengebäude an der Mauerstraße                                                                                     | Das zweigeschossige Gebäude mit sichtbarem Fachwerk wird in das 18. Jahrhundert datiert. Ein Umbau erfolgte im Jahr 1890. | Wohnhaus mit Nebengebäude an der Mauerstraße                                                              |
| 09150423                         | Goethestraße 54 (Lage)                  | Wohnhaus (Berliner Hof) | Das zweigeschossige Gebäude der ehemaligen Gaststätte Berliner Hof wird in die erste Hälfte des 18. Jahrhunderts datiert. Im Kern handelt es sich um ein Fachwerkgebäude, dem 1901 straßenseitig eine Stuckfassade vorgeblendet wurde. Das Gebäude stand lange Zeit leer und verfiel zusehends. Derzeit wird es saniert und soll als Gaststätte wiedereröffnet werden. | Wohnhaus (Berliner Hof)                                                                                   |
| 09150200                         | Goethestraße 56 (Lage)                  | Wohnhaus mit Nebengebäude | Das zweigeschossige Fachwerkgebäude mit Tordurchfahrt wird in das 18. Jahrhundert datiert. | Wohnhaus mit Nebengebäude                                                                                 |
| 09150201                         | Goethestraße 59, 60 (Lage)              | Landratsamt | Das Gebäude wurde 1899 errichtet und diente als Sitz des Landratsamts des Landkreises Osthavelland. Von 1924 bis 1925 wurde es unter Einbeziehung der bestehenden Strukturen nach einem Entwurf des Architekten Eduard Jobst Siedler erheblich erweitert und verändert. Heute beherbergt das Gebäude Teile der Kreisverwaltung und die Sparkasse. | Landratsamt                                                                                               |
| 09150441                         | Graf-Arco-Straße 1 a-b (Lage)           | Städtische Gasanstalt mit Apparatehaus, Ofenhaus und Sockel des Gasometers                                                       | | weitere Bilder                                                                                            |
| 09150193                         | Graf-Arco-Straße 154 (Lage)             | Großfunkstation Nauen, bestehend aus Hauptgebäude, gärtnerischer Anlage, zwei Torhäusern mit Resten der Toranlage, Sendehaus II  | Die Großfunkstation Nauen ist die älteste Sendeanlage der Welt. Am 9. August 1906 wurde mit dem Probebetrieb begonnen. | weitere Bilder                                                                                            |
| 09150186                         | Hamburger Straße (Lage)                 | Grabstätte für zwei polnische Zwangsarbeiter, auf dem Friedhof                                                                   | Hier liegen die polnischen Zwangsarbeiter Kasimierz Stefaniak und Franciszek Frackowiak begraben, die 1945 im Zwangsarbeiterlager im nahen Hertefeld ermordet wurden. Sie wurden Anfang der 1950er Jahre auf den Friedhof Nauen umgebettet. | Grabstätte für zwei polnische Zwangsarbeiter, auf dem Friedhof                                            |
| 09150437                         | Hamburger Straße (Lage)                 | Erbbegräbnisreihe, auf dem Friedhof                                                                                              | | Erbbegräbnisreihe, auf dem Friedhof                                                                       |
| 09150205                         | Hamburger Straße (Lage)                 | Städtische Parkanlage mit Denkmal für die Opfer der Weltkriege                                                                   | | Städtische Parkanlage mit Denkmal für die Opfer der Weltkriege                                            |
| 09150204                         | Hamburger Straße (Lage)                 | Ehrenmal für die Opfer des Faschismus (OdF), in der städtischen Parkanlage                                                       | | Ehrenmal für die Opfer des Faschismus (OdF), in der städtischen Parkanlage                                |
| 09150206                         | Hamburger Straße 8 (Lage)               | Wohnhaus | | Wohnhaus                                                                                                  |
| 09150207                         | Hamburger Straße 10 (Lage)              | Wohnhaus | | Wohnhaus                                                                                                  |
| 09150208                         | Hamburger Straße 17 (Lage)              | Wohnhaus | | Wohnhaus                                                                                                  |
| 09150443                         | Heinrich-Heine-Straße 14, 16, 18 (Lage) | Wohnblock | | Wohnblock                                                                                                 |
| 09150209                         | Hertefelder Straße 5, 6, 7 (Lage)       | Geschäftsgebäude der Brandenburgischen Sozialversicherungsanstalt                                                                | Symmetrischer Klinkerbau in Ecklage, 1925–1928 erbaut. Gerundeter, erhöhter Mittelteil mit gereihten vertikalen Putzfeldern. Heute befindet sich hier eine Geschäftsstelle der AOK. | Geschäftsgebäude der Brandenburgischen Sozialversicherungsanstalt                                         |
| 09150210                         | Holzmarktstraße 6 (Lage)                | Wohnhaus mit Nebengebäuden | | Wohnhaus mit Nebengebäuden                                                                                |
| 09150211                         | Holzmarktstraße 7 (Lage)                | Fachwerkhaus mit Nebengebäude | | Fachwerkhaus mit Nebengebäude                                                                             |
| 09150214                         | Holzmarktstraße 20 (Lage)               | Wohnhaus | | Wohnhaus                                                                                                  |
| 09150426                         | Holzmarktstraße 21 (Lage)               | Wohn-, Handwerks- und Speichergebäude                                                                                            | | Wohn-, Handwerks- und Speichergebäude                                                                     |
| 09150216                         | Jüdenstraße 6 (Lage)                    | Wohnhaus mit Nebengebäude | | Wohnhaus mit Nebengebäude                                                                                 |
| 09150217                         | Jüdenstraße 8 (Lage)                    | Wohnhaus | | Wohnhaus                                                                                                  |
| 09150218                         | Karl-Thon-Straße (Lage)                 | Bronzeplastik „Kinder mit Schildkröte“, in der Kindertagesstätte                                                                 | | BW |
| 09150219                         | Ketziner Straße 32 (Lage)               | Kino (Theater der Freundschaft)                                                                                                  | | Kino (Theater der Freundschaft)                                                                           |
| 09150245                         | Kreuztaler Straße 3 (Lage)              | Wandgestaltung, an der Brüder-Grimm-Grundschule                                                                                  | | BW |
| 09150221                         | Lazarettstraße 1 (Lage)                 | Wohnhaus | | Wohnhaus                                                                                                  |
| 09150223                         | Marktstraße 7 (Lage)                    | Wohnhaus | | Wohnhaus                                                                                                  |
| 09150224                         | Marktstraße 10 (Lage)                   | Wohnhaus | | Wohnhaus                                                                                                  |
| 09150225                         | Marktstraße 23 (Lage)                   | Wohnhaus | | Wohnhaus                                                                                                  |
| 09150187                         | Marktstraße 24 (Lage)                   | Wohn- und Geschäftshaus mit zwei Nebengebäuden                                                                                   | | Wohn- und Geschäftshaus mit zwei Nebengebäuden                                                            |
| 09150242                         | Martin-Luther-Platz (Lage)              | Stadtkirche St. Jacobi | Der Turm der evangelischen Stadtkirche St. Jacobi stammt im Ursprung aus der Mitte des 12. Jahrhunderts. Das Schiff wurde um 1400 erbaut, der Chor wurde in der zweiten Hälfte des 15. Jahrhunderts erbaut. Im Jahre 1695 brannte die Kirche ab, wurde aber danach erneuert. Die Ausstattung im Inneren ist in der Hauptsache aus der ersten Hälfte des 18. Jahrhunderts. | weitere Bilder                                                                                            |
| 09150226                         | Martin-Luther-Platz 2 (Lage)            | Käthe-Kollwitz-Grundschule | | Käthe-Kollwitz-Grundschule                                                                                |
| 09150227                         | Mittelstraße 12–16 (Lage)               | Wohn- und Geschäftshaus (Bartzsches Haus)                                                                                        | | Wohn- und Geschäftshaus (Bartzsches Haus)                                                                 |
| 09150582                         | Mittelstraße 23 (Lage)                  | Wohnhaus | | Wohnhaus                                                                                                  |
| 09150442                         | Mittelstraße 33/34 (Lage)               | Wohn- und Geschäftshaus mit rechtem, mittlerem und linkem Seitenflügel (Voßsches Haus)                                           | | Wohn- und Geschäftshaus mit rechtem, mittlerem und linkem Seitenflügel (Voßsches Haus)                    |
| 09150229                         | Neue Straße 15 (Lage)                   | Wohnhaus | | Wohnhaus                                                                                                  |
| 09150230                         | Neue Straße 17 (Lage)                   | Wohnhaus | | Wohnhaus                                                                                                  |
| 09150233                         | Neue Straße 29 (Lage)                   | Wohnhaus | | Wohnhaus                                                                                                  |
| 09150234                         | Neue Straße 30 (Lage)                   | Wohnhaus | | Wohnhaus                                                                                                  |
| 09150235                         | Neue Straße 34 (Lage)                   | Wohnhaus | Der frühere Vierseithof erhielt im 21. Jahrhundert die Bezeichnung Richart-Hof nach seinem letzten Besitzer. Er wurde zwischen 2014 und 2018 denkmalgerecht saniert und soll als öffentliche Einrichtung mit Touristinformation, Café und einem kleinen Museum genutzt werden. | Wohnhaus                                                                                                  |
| 09150236                         | Neue Straße 36 (Lage)                   | Wohnhaus mit Wirtschaftsgebäude                                                                                                  | | Wohnhaus mit Wirtschaftsgebäude                                                                           |
| 09150237                         | Neue Straße 40 (Lage)                   | Wohnhaus | | Wohnhaus                                                                                                  |
| 09150238                         | Parkstraße 7, 9 (Lage)                  | Realgymnasium (Goethe-Gymnasium)                                                                                                 | Das Gymnasium wurde von 1915 bis 1916 von Max Taut erbaut. | Realgymnasium (Goethe-Gymnasium)                                                                          |
| 09150239                         | Paul-Jerchel-Straße 6 (Lage)            | Waisenhaus (heute Sozialstation)                                                                                                 | | Waisenhaus (heute Sozialstation)                                                                          |
| 09150010                         | Paul-Jerchel-Straße 9 (Lage)            | Amtsgericht | Zweigeschossiger Ziegelbau in gelb-roter Gliederung, 1882 nach Entwurf von Heinrich von Lancizolle errichtet. Gestaltet in Formen der späten Schinkelschule. | Amtsgericht                                                                                               |
| 09150240                         | Rathausplatz 1 (Lage)                   | Rathaus | 1888–1891 nach Plänen von R. Schultze und H. Hartung ausgeführt. Gestaltung in Anlehnung an die norddeutsche Backsteingotik mit vorgelagertem Portikus, hohem Stufengiebel und Dachreiter auf dem First. | weitere Bilder                                                                                            |
| 09150241                         | Rathausplatz 2 (Lage)                   | Wohnhaus | | Wohnhaus                                                                                                  |
| 09150486                         | Rathausplatz 2 (Lage)                   | Halbmeilenobelisk, vor dem Haus                                                                                                  | Ursprünglich stand der Halbmeilenobelisk an der Straße nach Brandenburg 5,4 Kilometer südwestlich vom jetzigen Standort. Der Obelisk stand auf der Grenze von Ost- und Westhavelland. Im Jahre 1994 wurde er hierher transportiert. | Halbmeilenobelisk, vor dem Haus                                                                           |
| 09150182                         | Waldemardamm, Zuckerfabrik (Lage)       | Zuckerfabrik mit Verwaltungsgebäude, Direktorenwohnhaus, Trocknungsgebäude und altem Verwaltungsgebäude (siehe Unterlagen BLDAM) | | BW |
| 09150846 Teilobjekt zu: 09150182 | Zuckerfabrik (Lage)                     | Verwaltungsgebäude | Neobarockes Verwaltungsgebäude mit Uhrtürmchen, um 1910 errichtet, 1924 nach Plänen von Ernst Duhm erweitert. | Verwaltungsgebäude                                                                                        |
| 09150847 Teilobjekt zu: 09150182 | Zuckerfabrik ()                         | Direktorenwohnhaus | | ein Bild hochladen                                                                                        |
| 09150848 Teilobjekt zu: 09150182 | Zuckerfabrik (Lage)                     | Trocknungsgebäude | Trocknungsgebäude, 1935 nach Plänen von Ernst Duhm in modernen Formen errichteter Stahlskelettbau mit Klinkerfassaden und Turm. | BW |
| 09150849 Teilobjekt zu: 09150182 | Zuckerfabrik ()                         | Altes Verwaltungsgebäude | Verwaltungsgebäude von um 1890. | ein Bild hochladen                                                                                        |

### Niebede
| ID-Nr.   | Lage                           | Bezeichnung | Beschreibung | Bild           |
| -------- | ------------------------------ | ----------- | --- | -------------- |
| 09150710 | An der Schule, Am Anger (Lage) | Dorfkirche  | Die kleine verputzte Saalkirche entstand im Anfang des 18. Jahrhunderts. Die Kirchenausstattung ist teilweise älteren Datums und könnte von einem Vorgängerbau stammen. | weitere Bilder |

### Ribbeck
| ID-Nr.                           | Lage                          | Bezeichnung                                             | Beschreibung | Bild                                                    |
| -------------------------------- | ----------------------------- | ------------------------------------------------------- | --- | ------------------------------------------------------- |
| 09150351                         | Alte Hamburger (Lage)         | Postsäule                                               | Preußischer Ganzmeilenstein an der B 5, Alte Hamburger Straße | weitere Bilder                                          |
| 09150350                         | Am Birnbaum (Lage)            | Gutspark                                                | | Gutspark                                                |
| 09150508                         | Am Birnbaum 17 (Lage)         | Gutsscheune, auf dem Wirtschaftshof von Schloss Ribbeck | | Gutsscheune, auf dem Wirtschaftshof von Schloss Ribbeck |
| 09150349                         | Am Birnbaum 2 (Lage)          | Dorfkirche                                              | Gotischer Backsteinsaalbau mit barockem Westturm von 1722. 1887 nach Osten verlängert und mit Apsis ergänzt; flach gedecktes Inneres mit Ausmalung im Stil der Schinkel-Schule, Apsisfenster von ca. 1900; Sanierung und Ausbau 1991–1996. Zur Ausstattung gehören eine Kanzel und ein Taufstein aus dem 19. Jahrhundert. Ein Taufengel von um 1750 ist gesondert in der Denkmalliste verzeichnet (s. nachfolgender Eintrag). Im Innern befinden sich zudem ein Epitaph für Georg Werner von Bardeleben († 1708) und eine Gedenktafel für Hans Georg Carl Friedrich Ernst von Ribbeck († 1882). | weitere Bilder                                          |
| 09150894 Teilobjekt zu: 09150349 | Am Birnbaum 2 (Lage)          | Taufengel                                               | Fragmentarischer Taufengel aus der ersten Hälfte des 18. Jahrhunderts, aus selten verwendetem Eichenholz geschnitzt, ursprünglich farbig gefasst und vermutlich in kniender Haltung schwebend; wohl seit 1860 ungenutzt, 1997 konserviert und als Torso auf neuem Sockel im Chorraum aufgestellt. | BW                                                      |
| 09150348                         | Theodor-Fontane-Straße (Lage) | Gutshaus                                                | Das Gutshaus ist ein 1893 von Hans Georg Hennig von Ribbeck mit neubarocken Formen errichteter zweigeschossiger Putzbau. | weitere Bilder                                          |
| 09150013                         | Uhlenburger Weg 2b (Lage)     | Schafstall                                              | Der Schafstall stammt aus der zweiten Hälfte des 19. Jahrhunderts. Es ist ein Ziegelbau mit eineinhalb Geschossen und einem Satteldach. | Schafstall                                              |

### Schwanebeck
| ID-Nr.                           | Lage                | Bezeichnung | Beschreibung | Bild           |
| -------------------------------- | ------------------- | ----------- | --- | -------------- |
| 09150458 Wikidata                | Niebeder Weg (Lage) | Dorfkirche  | 1879 aus roten Rathenower Ziegeln errichtetes, neuromanisches Kirchengebäude mit einem bescheidenen Westturm.         | weitere Bilder |
| 09150567 Teilobjekt zu: 09150458 | Niebeder Weg (Lage) | Glocke      | Im Jahr 1751 gegossene Bronzeglocke der Schwanebecker Dorfkirche. Die Glocke wurde aus einem Vorgängerbau übernommen. | BW             |

### Tietzow
| ID-Nr.   | Lage                | Bezeichnung                  | Beschreibung                                                                                              | Bild                         |
| -------- | ------------------- | ---------------------------- | --- | ---------------------------- |
| 09150372 | Am Dorfanger (Lage) | Plastik am Glockenturm       | | BW                           |
| 09150373 | Am Dorfanger (Lage) | Karl-Liebknecht-Gedenkstätte | Die Gedenkstätte mit dem Porträt Liebknechts befindet sich auf den zentralen Dorfanger an der Dorfstraße. | Karl-Liebknecht-Gedenkstätte |

### Wachow
| ID-Nr.                           | Lage                            | Bezeichnung | Beschreibung | Bild           |
| -------------------------------- | ------------------------------- | ----------- | --- | -------------- |
| 09150379                         | Ernst-Thälmann-Straße 17 (Lage) | Dorfkirche  | Die evangelische Kirche ist im Kern spätgotisch. In den Jahren 1818 bis 1821 wurde der Turm im Stil der Schinkel-Schule gebaut. Im Inneren ein Kanzelaltar aus der Zeit um 1730. | weitere Bilder |
| 09150656 Teilobjekt zu: 09150379 | Ernst-Thälmann-Straße 17 (Lage) | Orgel       | Die Orgel im Inneren der Dorfkirche Wachow wurde in den Jahren 1820 bis 1822 von Johann Simon Buchholz gefertigt.                                                                | BW             |
| 09150657 Teilobjekt zu: 09150379 | Ernst-Thälmann-Straße 17 (Lage) | Glocke      | Die Glocke im Inneren der Dorfkirche Wachow wurde im Jahr 1556 vom Glockengießer N. Dietrich aus Lothringen gegossen.                                                            | BW             |

### Waldsiedlung
| ID-Nr.   | Lage               | Bezeichnung                                                             | Beschreibung | Bild                                                                    |
| -------- | ------------------ | ----------------------------------------------------------------------- | ------------ | ----------------------------------------------------------------------- |
| 09150163 | Am Weinberg (Lage) | Plastik eines Knienden, auf dem Areal des einstigen Jüdischen Friedhofs |              | Plastik eines Knienden, auf dem Areal des einstigen Jüdischen Friedhofs |

## Ehemalige Baudenkmale
| ID-Nr. | Lage                                  | Bezeichnung                        | Beschreibung | Bild               |
| ------ | ------------------------------------- | ---------------------------------- | ------------ | ------------------ |
|        | Gebhard-Eckler-Straße 6; Nauen (Lage) | Wohnhaus                           |              | BW                 |
|        | Neue Straße 18; Nauen (Lage)          | Wohnhaus                           |              | BW                 |
|        | Neue Straße 25; Nauen (Lage)          | Wohnhaus                           |              | BW                 |
|        | Neue Straße 26; Nauen (Lage)          | Wohnhaus                           |              | BW                 |
|        | St-Georgen-Straße 1; Nauen ()         | Portalrest des Hospitals St. Georg |              | ein Bild hochladen |
|        | Wallgasse 2; Nauen (Lage)             | Wohnhaus                           |              | BW                 |